# Цариця (пароплав)
«Цариця» — трипалубний парусно-гвинтовий товарно-пасажирський пароплав РТПіТ (Російське товариство пароплавства і торгівлі), потім шпитальне судно Російського товариства Червоного Хреста (РТЧХ) (в деяких джерелах згадується як шпитальне судно «Царівна»). Раніше — товарно-пасажирський пароплав Port Augusta британської компанії Wm. Milburn & Co. З 1915 року — транспорт Чорноморського флоту Російської імперії «Транспорт № 75».
«Цариця» стала першим морським шпитальним судном, яке спеціально підготувало РТЧХ для евакуації постраждалих при бойових діях. Під час повстання Їхетуаней «Цариця» як шпитальне судно вивозила постраждалих і поранених з Дагу під Владивосток і Порт-Артур.

## Будівництво
Пароплав збудований суднобудівною компанією Tyne Iron Shipbuilding Co. на верфі Willington Quay (номер верфі 59) у Ньюкаслі. Замовником пароплава виступила британська судноплавна компанія William Milburn & Co. Його назва — Port Augusta. Пароплав заклали в 1885 році. 29 вересня 1886 року пароплав спустили на воду і в жовтні цього ж року здали замовнику. Реєстраційний номер 91 971.

## Опис
Судно мало типову конструкцію для трипалубних товарно-пасажирських пароплавів того часу. Валова місткість — 2883 брт (за іншими даними 2875), вантажопідйомністю 2320 тонн. Довжина корпусу 347 футів (105,76 м), ширина 38 футів 1 дюйм (11,8 м), осаду 19,9 фута (6,06 м). Корпус зібрано з морської сталі. Встановлена вертикальна парова машина низького тиску потрійного розширення типу «T» (англ. Low Walker T3cyl 27, 44 & 74 x 48ins) виробництва британської Wigham Richardson & Co., номінальною потужністю 379 н.л.с. (2250 к.с.). Як двигун використовувався один гвинт фіксованого кроку. Швидкість повного ходу до 12,5 вузлів, економічний хід — 10 вузлів. Як допоміжний рушій могли використовуватися вітрила, розміщені на трьох щоглах. Екіпаж становив 45 осіб. У каютах 1-го класу могли розміститися 42 пасажири, 25 — у каютах 2-го класу і 200 в 3-му класі.

## Історія у Великій Британії
Пароплав Port Augusta вирушив у свій перший рейс 11 грудня 1886 року. Його поставили на лінію, яка сполучає Велику Британію та Австралію. Останній рейс відбувся 25 жовтня 1890 року. З початком навігації 1891 пароплав в експлуатацію не вводили, оскільки через посуху в Австралії товарообіг сильно просів, і з лютого 1891 року він перебував на приколі, поки ним не зацікавилися представники російського РТПіТа.

## Історія в Російській імперії
На початку травня 1891 року пароплав Port Augusta викупило РТПіТ. Після чого його перевели на верфі R & W. Hawthorn Leslie & Co. в Ньюкаслі для капітального ремонту. 10 травня пароплаву дали нову назву — «Цариця». Після прибуття пароплава на Чорне море, портом приписки була визначена Одеса.
Історія служби пароплава в РТПіТі практично не збереглася. Відомо, що «Цариця» виконувала регулярні і каботажні рейси з Одеси на Балтику і в європейські порти з 1891 року по, як мінімум, 1898 рік. 16 червня 1898 року «Цариця» вирушила з Одеси в Чорноморсько-Балтійський рейс, маючи на борту різний вантаж. 17 червня пароплав зайшов на рейд до Константинополя для поповнення запасу вугілля, але його зірвало сильною течією і понесло лагом (борт судна) на пароплав «Медея» компанії Австрійський Ллойд (нім. Österreichischer Lloyd), що стояв надто близько. Удар виявився дуже сильним, від чого утворилася пробоїна в грот-трюмі, куди хлинула вода. Щоб не допустити затоплення пароплава, командир В. П. Личковахо розпорядився пустити його далі за течією до Леопардової вежі і викинутися на піщану мілину біля неї. Під час інциденту команда не постраждала, але підмочена частина вантажу, пасажирів на борту не було.

### Їхетуанське повстання

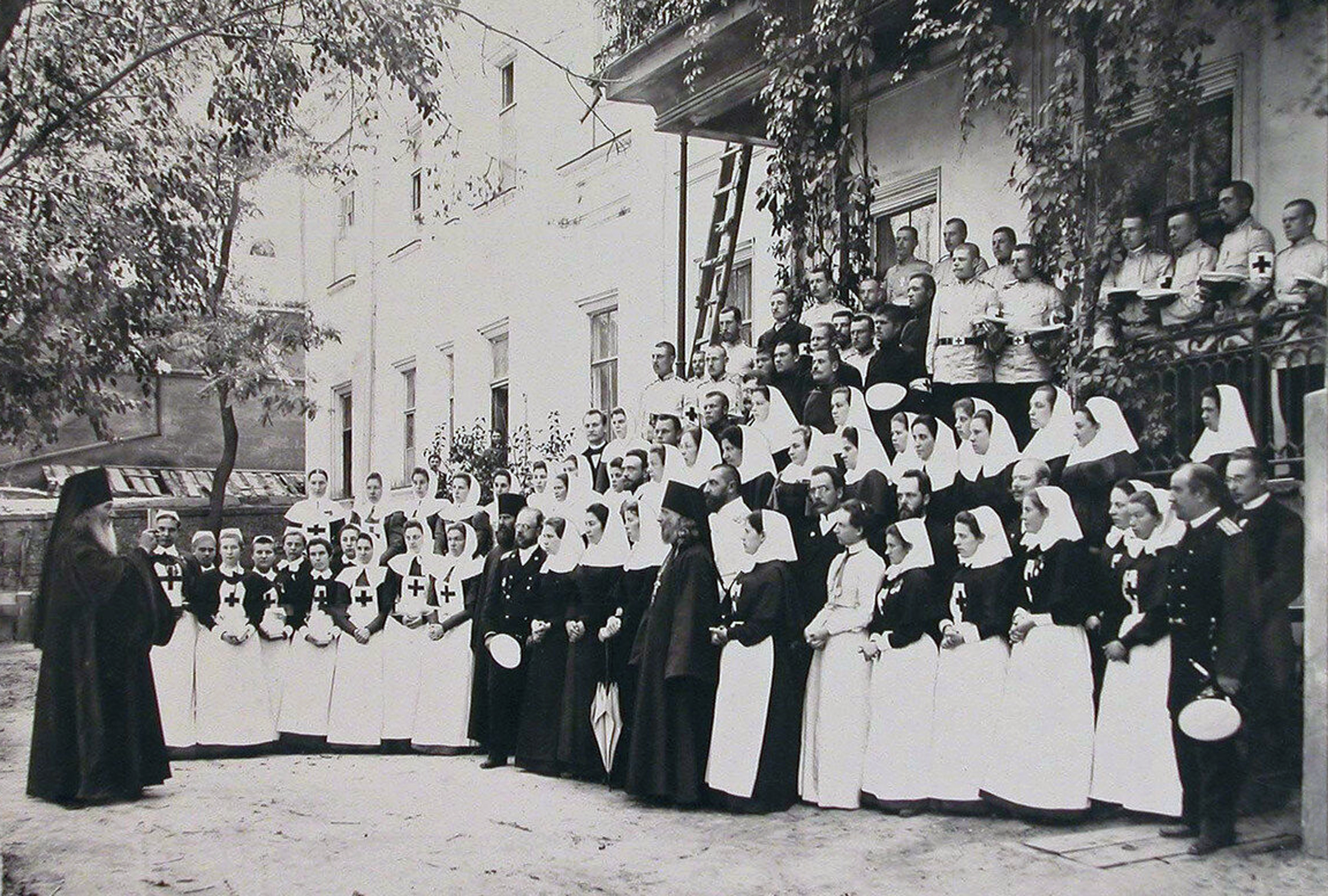
Архієпископ Херсонський і Одеський Іустин благословляє загін сестер милосердя і санітарів на роботу на плавучому шпиталі «Цариця»

У 1900 році пароплав «Цариця», у зв'язку з подіями в Китаї, зафрахтований в інтересах Російського товариства Червоного Хреста (РТЧХ) для надання допомоги воїнам на Далекому Сході. Для переобладнання пароплава «Цариця» у шпитальне судно (ШС) визначена спеціальна комісія під головуванням головного медичного інспектора флоту В. С. Кудріна, яка і виробила вимоги до переобладнання ШС (надалі дані вимоги стали загальними для переобладнання наступних судів). Плавучий шпиталь оснащено найсучаснішим на той час обладнанням. На ньому організовані: 12 місць для лікування офіцерів і 180 місць для лікування молодших чинів у трьох загальних палатах, причому палата № 2 мала обладнаний перев'язувальний пункт і окремий мікроскоп. На ШС також організовані: операційна, аптекарський пункт, загальна їдальня для хворих, кімнати відпочинку і каюти проживання для медичного персоналу, технічні приміщення. У всіх приміщеннях було як керосинове, так і електричне освітлення. Судно пофарбували за всіма нормами Червоного Хреста — відповідно до Гаазької конвенції (1899) у білий колір: надводний борт, димову трубу, вентиляційні труби, шлюпки зі шлюпбалками та кильблоками, щогли з вантажними стрілами; червоним кольором нанесені знаки Червоного хреста на борт і димову трубу, корпус нижче ватерлінії також був червоного кольору. Старшим (головним) лікарем плавучого шпиталю «Цариця» призначили Й. Х. Дзірне. Загін сестер і братів милосердя, до якого увійшли волонтери з Москви, Одеси, Кронштадта і Чернігова, називався іменем імператриці Марії Федорівни.

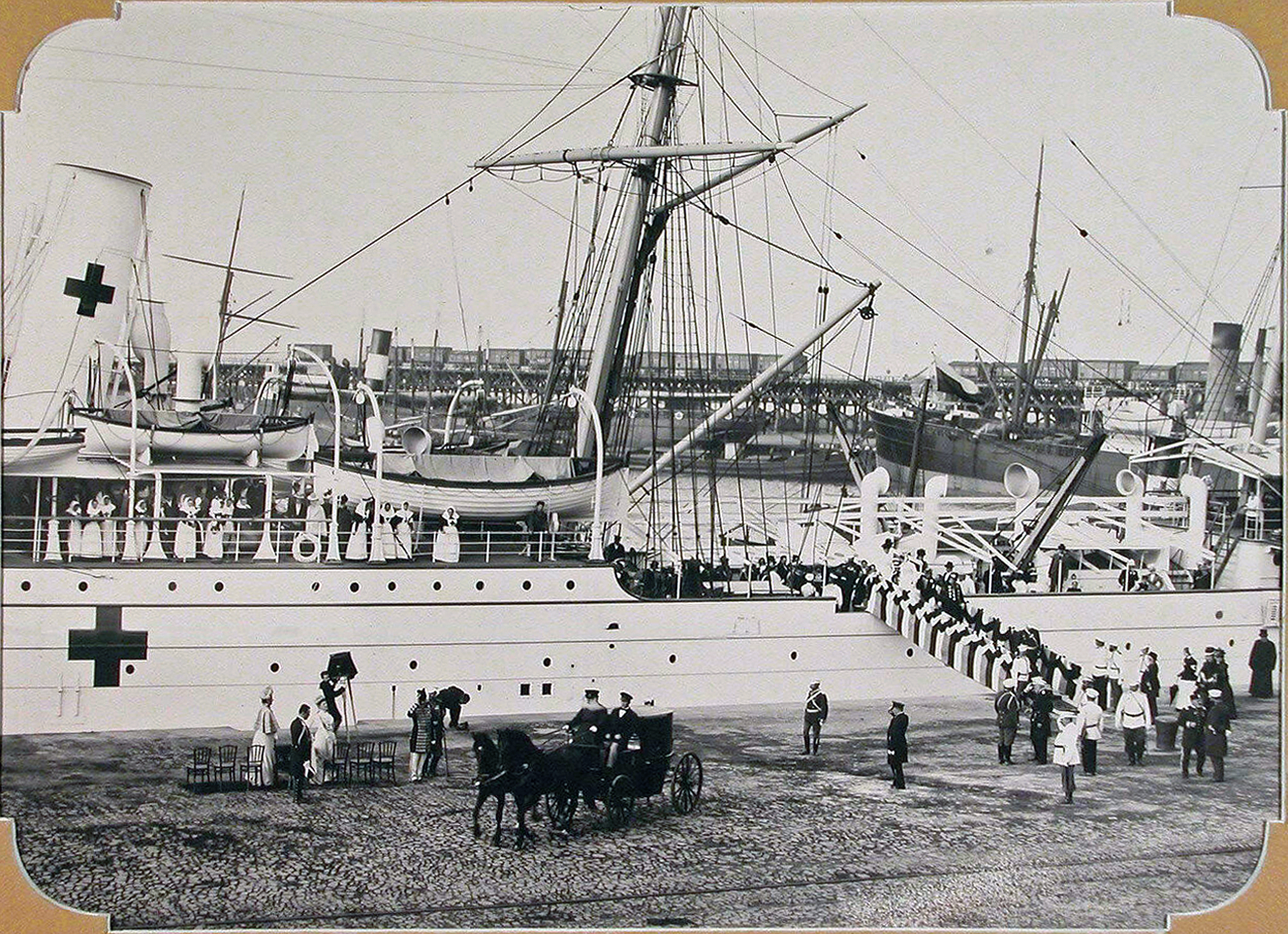
Принцеса Євгенія Максиміліанівна Ольденбурзька проводжає в дорогу ГС «Цариця». Одеса, 26.08.1900

Відправлення на Далекий Схід Росії персоналу, медичного обладнання, медикаментів та іншого медичного спорядження йшла з середини червня до середини серпня 1900 року. «Цариця» вийшла з Одеси до затоки Бохайвань 26 серпня під командуванням В. П. Личковахо, тим самим ставши першим морським шпитальних судном, яке спеціально підготовлене силами РТЧХ. Урочисті проводи пройшли за участю принцеси Євгенії Максиміліанівни Ольденбургської. Перехід закінчився в Порт-Артурі 14 жовтня 1900 року. Для евакуації поранених і хворих до Владивостока організували на маршруті чотири «харчувальних пункти», також, в цілому, відкрито 15 шпиталів у районі затоки Бохайвань, в тому числі за участю санітарних загонів РТЧХ з ШС «Цариця». Всього з Порт-Артура і Таку під Владивосток, по лінії евакуації хворих, «Цариця» здійснила 6 рейсів туди і назад, евакуював близько 800 поранених (в інших джерелах — понад 700). Як шпиталь судно «Цариця» діяло в Бохайвані до 19 березня 1901 року, 20 березня воно вийшло до Одеси. 10 травня 1901 року в Одесі ШС «Цариця» зустрічала урочиста процесія на чолі якої був член виконавчої комісії РТЧХ штабс-капітан Лебедєв. З Далекого Сходу повернулися три лікаря, 85 сестер милосердя, 29 братів, 17 військових з травмами, архімандрит Михей, уповноважена РТЧХ вдова колишнього віленського генерал-губернатора княжна Н. І. Оржевська і помічник уповноваженого РТЧХ капітан 2-го рангу К. В. Мордвинов.
- помічник уповноваженого РТЧХ К. В. Мордвінов
- старший лікар Й. Х. Дзірне
- молодший лікар В. П. Івакін
- молодший лікар А. А. Космінський
- завідувач аптекою провізор В. П. Краузе
- старша сестра П. Т. Ракицька
- сестра милосердя В. М. Дмитрусенко
- сестра милосердя Є. Ф. Пискунова
- сестра милосердя А. М. Кукорєкіна
- сестра милосердя Є. А. Уварова
- сестра милосердя Є. Ф. Нітченко
- старший санітар К. О. Пайонк
- С. І. Зверєв
- К. В. Суворов
- Ю. Л. Томільчик
- Н. С. Сергеєв
- В. І. Кудришев
- І. Ф. Федоров
- А. А. Іванов
- Є. Ф. Пискунова
- завідувачка складом К. Г. Дзірне
- настоятель Волоколамського Йосипа монастиря архимандрит Міхей
- отець Мелетій
- кандидат богословя, виконувач ролі псаломщика І. І. Скрябін

### Перша світова війна
25 лютого 1915 пароплав «Цариця» мобілізовано до Чорноморського флоту Російської імперії, він використовувався як транспорт під назвою «Транспорт № 75» (Т75). Вранці 19 жовтня (за іншими з даними 6 вересня) 1916 року, коли Т75 наближався до Констанци з 880 тоннами вантажу з Одеси, торпедований на північний схід від цього порту підводним човном UB-42. Після потрапляння першої торпеди в борт, Т75 залишився на плаву. Підоспілі тральщики і міноносці з Констанци спробували відбуксирувати його, але після попадання другої торпеди, випущеної з дистанції 250 метрів, він критично осів, після чого затонув на північний схід від мису Мідія. Всі, хто знаходилися на борту, були врятовані. Наразі остов, який лежить на дні, позначений на морських картах як «підводна перешкода з піднесенням над ґрунтом на 4 м» (44°31′ пн. ш. 29°16′ сх. д. / 44.517° пн. ш. 29.267° сх. д. 44°31′ пн. ш. 29°16′ сх. д. / 44.517° пн. ш. 29.267° сх. д.).